# Abdoulaye Diagne-Faye
Abdoulaye Diagne-Faye (Dakar, 26 de fevereiro de 1978) é um ex-futebolista senegalês que atuou como zagueiro e volante. Foi capitão do Stoke City.

## Carreira
Faye integrou o elenco da Seleção Senegalesa de Futebol no Campeonato Africano das Nações de 2008.